# Вільгельм де Сен-Кале

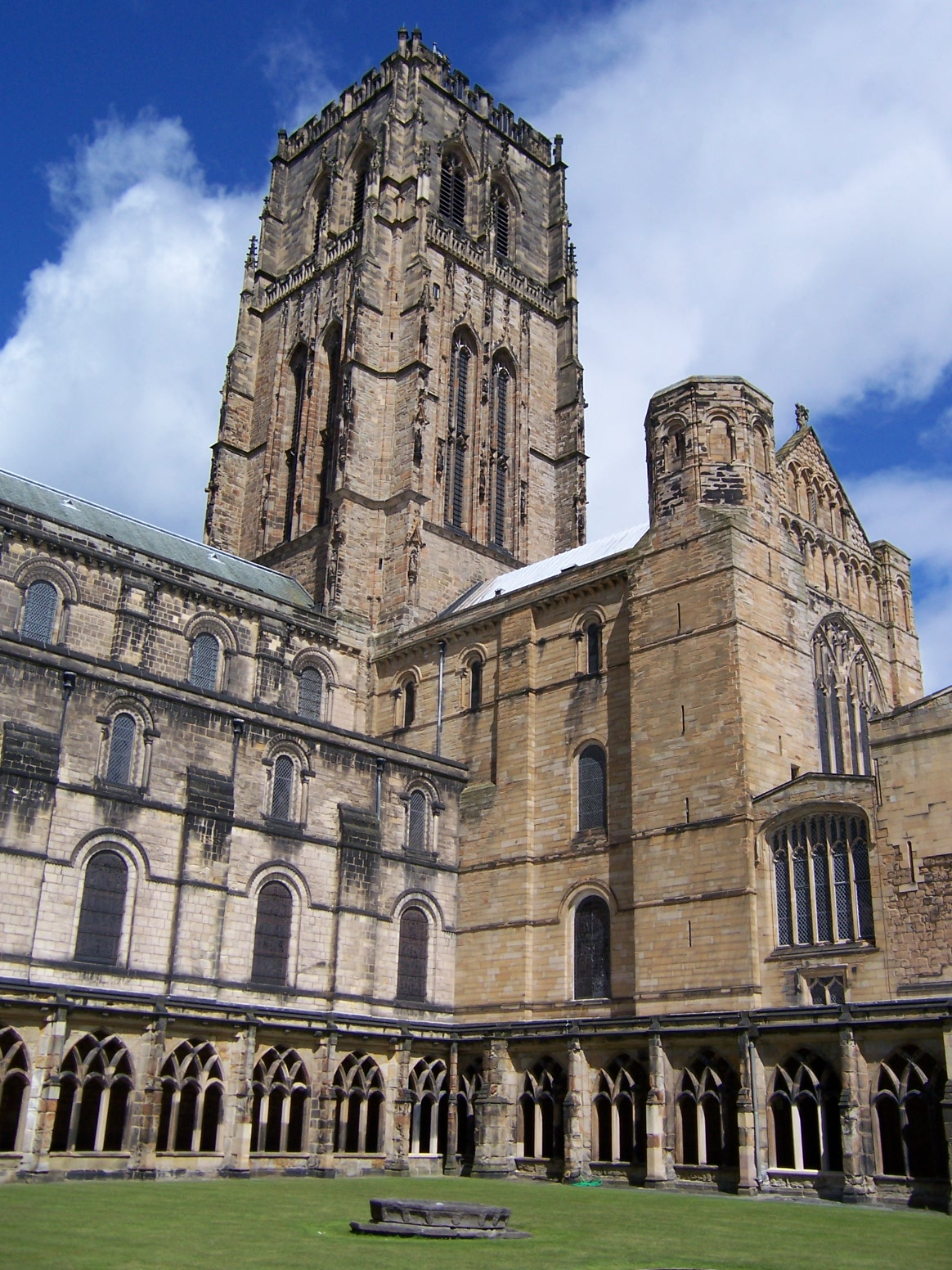
Даремський собор

Вільге́льм де Сен-Кале́ (англ. William de St Calais; William de St Carilef; †1096) — єпископ Даремський (з 1081) та один з головних радників англійського короля Вільгельма II.
Вільгельм був ченцем, а потім пріором монастиря Сен-Кале у Мені, який у той час входив до англонормандської монархії Вільгельма Завойовника. У 1081 р. він був обраний єпископом Дарема — головного форпосту нормандського впливу на півночі Англії, який користувався широкою автономією. При Вільгельмі Дарем був відновлений після руйнувань, заподіяних шотландськими вторгненнями та заколотами англосаксонського населення, а у 1083 р. тут був заново заснований монастир Святого Кутберта, який став центром церковного відродження Північної Англії. Вільгельм де Сен-Кале також почав будівництво знаменитого Даремського собору, який став однією з найяскравіших пам'яток англонормандської архітектури.
В останні роки життя короля Вільгельма І Завойовника єпископ Даремський набув значного впливу при дворі, часто брав участь у засіданнях Великої королівської ради та королівської курії і, судячи з усього, виконував функції головного королівського радника у справах Північної Англії. Після смерті завойовника у 1087 р. вплив єпископа ще більш зміцнився: він зайняв одне з перших місць при дворі нового короля Вільгельма II та здійснював суттєвий вплив на його політику. Та, під час повстання 1088 р. Вільгельм де Сен-Кале зайняв обережну позицію та зблизився з заколотниками. Після придушення повстання єпископ був викликаний на суд короля за звинуваченням у державній зраді. Судовий процес Вільгельма де Сен-Кале — перший в Англії, про який до нашого часу зберігся докладний звіт сучасника. Єпископ апелював до свого статусу духовної особи, що непідвладна світському суду, і навіть надав королю Псевдоісидорові декреталії, які встановлювали гарантії судового імунітету єпископів. Однак, опираючись на прецедент суду Вільгельма І над Одо, єпископом Байо, було винисено рішення про конфіскацію всіх володінь Вільгельма де Сен-Кале наданих йому по ленному праву. Єпископу було дозволено покинути Англію, при умові здачі королю Даремського замку.
Вільгельм поїхав до Нормандії, де знаходився при дворі герцога Роберт ІІІ до 1091 року. З плином часу він помирився з корлем Англії та 14 листопада 1091 був відновлений на Даремській єпископській кафедрі і знову став радником Вільгельма ІІ. У 1093 р. король повернув йому всі раніше конфісковані землі. Після своєї реставрації Вільгельм де Сен-Кале залишався вірним соратником короля. Під час конфлікту останнього з архієпископом Ансельмом, де Сен-Кале беззастережно підтримав короля і вимагав, щоб Ансельм був зміщений та вигнаний з країни, незважаючи на те, що раніше виступав з тієї ж позиції примату влади папи над королівською владою. Попри це, скоро Вільгельм де Сен-Кале втратив довіру короля та свій вплив при дворі. У січні 1096 року єпископ помер під час чергового судового процесу у королівському суді в Олд-Віндзорі, у Беркширі.

## Виноски
1. ↑  Catholic-Hierarchy.org — USA: 1990.
2. ↑  De injusta vexatione Willelmi Episcopi Primi.